# Сигел, Ньютон Томас
Ньютон Томас Сигел (англ. Newton Thomas Sigel; род. 1955, Детройт) — американский кинооператор, который, главным образом работает с Брайаном Сингером. Его отец, Ирвинг Сигел, был известным психологом, который работал в Educational Testing Service.
Он женат на Лизе Чанг.

## Фильмография
- 1985 — Латино / Latino
- 1989 — Внезапное пробуждение / Rude Awakening
- 1991 — Ягода-морошка / Salmonberries
- 1992 — Пересекая мост / Crossing the Bridge
- 1992 — На запад / Into the West
- 1994 — Бланкмэн / Blankman
- 1995 — Подозрительные лица / The Usual Suspects
- 1996 — Ложный огонь / Foxfire
- 1996 — Эффект спускового крючка / The Trigger Effect
- 1996 — Кровь и вино / Blood and Wine
- 1998 — Падший / Fallen
- 1998 — Способный ученик / Art Pupil
- 1999 — Разрушенный дворец / Brokedown Palace
- 1999 — Три короля / Three Kings
- 2000 — Люди Икс / X-Men
- 2001 — BMW напрокат (эпизод «Засада») / The Hire
- 2002 — Признания опасного человека / Confessions of a Dangerous Mind
- 2003 — Люди Икс 2 / X2
- 2005 — Братья Гримм / The Brothers Grimm
- 2006 — Возвращение Супермена / Superman Returns
- 2008 — Любовь вне правил / Leatherheads
- 2008 — Операция «Валькирия» / Valkyrie
- 2010 — Как выйти замуж за 3 дня / Leap Year
- 2010 — Заговорщица / The Conspirator
- 2011 — Драйв / Drive
- 2013 — Муви 43 / Movie 43
- 2013 — Джек — покоритель великанов / Jack the Giant Slayer
- 2014 — Люди Икс: Дни минувшего будущего / X-Men: Days of Future Past
- 2014 — Седьмой сын / The Seventh Son
- 2016 — Крадущийся тигр, затаившийся дракон: Меч судьбы / Crouching Tiger, Hidden Dragon: Sword of Destiny
- 2016 — Люди Икс: Апокалипсис / X-Men: Apocalypse
- 2016 — Маршалл / Marshall
- 2018 — Богемская рапсодия / Bohemian Rhapsody
- 2020 — Тайлер Рейк: Операция по спасению / Extraction
- 2020 — Пятеро одной крови / Da 5 Bloods
- 2021 — По наклонной / Cherry
- 2022 — Лулу и Бриггс / Dog
- 2023 — Конфетный переулок / Candy Cane Lane
- 2026 — Мстители: Судный день / Avengers: Doomsday